# 婦女參政運動者便士
婦女參政運動者便士（英文：Suffragette penny）是英國錢幣改為十進制前，被婦女參政運動者破壞的便士。相較於砸窗、放火等，破壞錢幣是更隱密的抗議方法。目前已知類似的便士僅有10至11枚，可能皆產於1913年。

## 製造
每一枚便士都是以金屬沖頭和錘子手工敲打而成。在現存的便士中，所有硬幣的正面（鑄有英王爱德华七世或乔治五世頭像的一面）都刻有「Votes for Women」（婦女投票權）。而在维多利亚女王統治時期鑄造的三枚硬幣，字樣則刻在反面。
現存的硬幣可藉由字母 「T」、「M」、「E」、「O」 的相似形狀辨認。所有已知、現存且確定為真品的例子，都是用同一組金屬沖頭製作。有人推測，這些硬幣可能都是出自同一個人之手。雖然這些硬幣都被稱為便士，但其中一枚其實是半克朗。
對女權運動發行的目錄與期刊檢視後發現，並未列出這些硬幣作為銷售物件。類似的手法也曾被美國的婦女參政權運動者使用，他們在美國貨幣上刻字加以毀損。

## 影響
當時的便士直徑約3公分（1.2英吋），足以讓文字清楚顯示。由於它們是青铜製、且價值低廉，英格兰银行若要全面回收並不實際。不過，這些被毀損的硬幣經常被店主拒收，使其無法真正流通，因而降低了其作為宣傳工具的效果。
當時的新聞報導顯示，婦女參政運動者可能是受到無政府主義者的啟發——後者曾在硬幣上刻上法文「Vive L'Anarchie」（無政府萬歲）。然而，錢幣學家湯姆‧霍肯霍爾（Tom Hockenhull）指出，雖然這種行動引起關注，但在運動中從未成為主要策略。
大英博物館收藏的一枚硬幣上，重新刻有日期1913年7月26日，這可能與當天在倫敦海德公园舉行、被稱為大朝圣的集會有關。
儘管這些硬幣與婦女投票權運動有關，但目前沒有任何歷史資料能明確將其與婦女社會與政治聯盟的活動直接聯繫起來。

## 重現
1970、80年代的屋舍清理，使這些硬幣重新進入公眾視野。
其中一枚硬幣在1980年代，約克郡的里沃修道院中被金屬探測器愛好者發現。該硬幣上有一個洞，可能在使用期間曾被作為吊墜、錶鏈或手鍊佩戴。它出現在該地，可能與1914年9月在當地舉行的約克郡驃騎兵招募集會有關。當時該團的指揮官海姆斯利子爵是婦女參政權的激烈反對者。
這枚硬幣於1913年鑄造，是眾硬幣中最晚鑄造的。這也讓研究者得以考究這些被毀損硬幣的製造日期，因為隨著第一次世界大战於翌年爆發，大多數的婦女參政運動活動便宣告停止。

## 後世
這些硬幣其中一枚於2009年展出，是大英博物馆「世界文化珍宝」（Treasures of the World's Cultures）展的展品。2010年時，其被選為BBC《大英博物館100件文物中的世界史》節目的文物之一。
菲茨威廉博物館收藏的硬幣於2022年「毁壞！金钱、冲突、抗议」（Defaced! Money, Conflict, Protest）展中展出。
湯姆‧霍肯霍爾稱，在博物館中展出這些硬幣讓大眾對其更加認識，但也導致假幣與偽造市場出現。他稱僅有10枚硬幣可被視作真正的婦女參政運動者便士，部分藏於博物館、部分成為私人藏品。
2011年，其中一枚硬幣在里沃克斯被金屬探測器發現，它以143.59英镑在eBay賣給一收藏家。
2022 年，苏格兰的一次屋舍清理中发现了一件银器，底座上出現一枚未经鉴定的便士。 

## 博物馆收藏

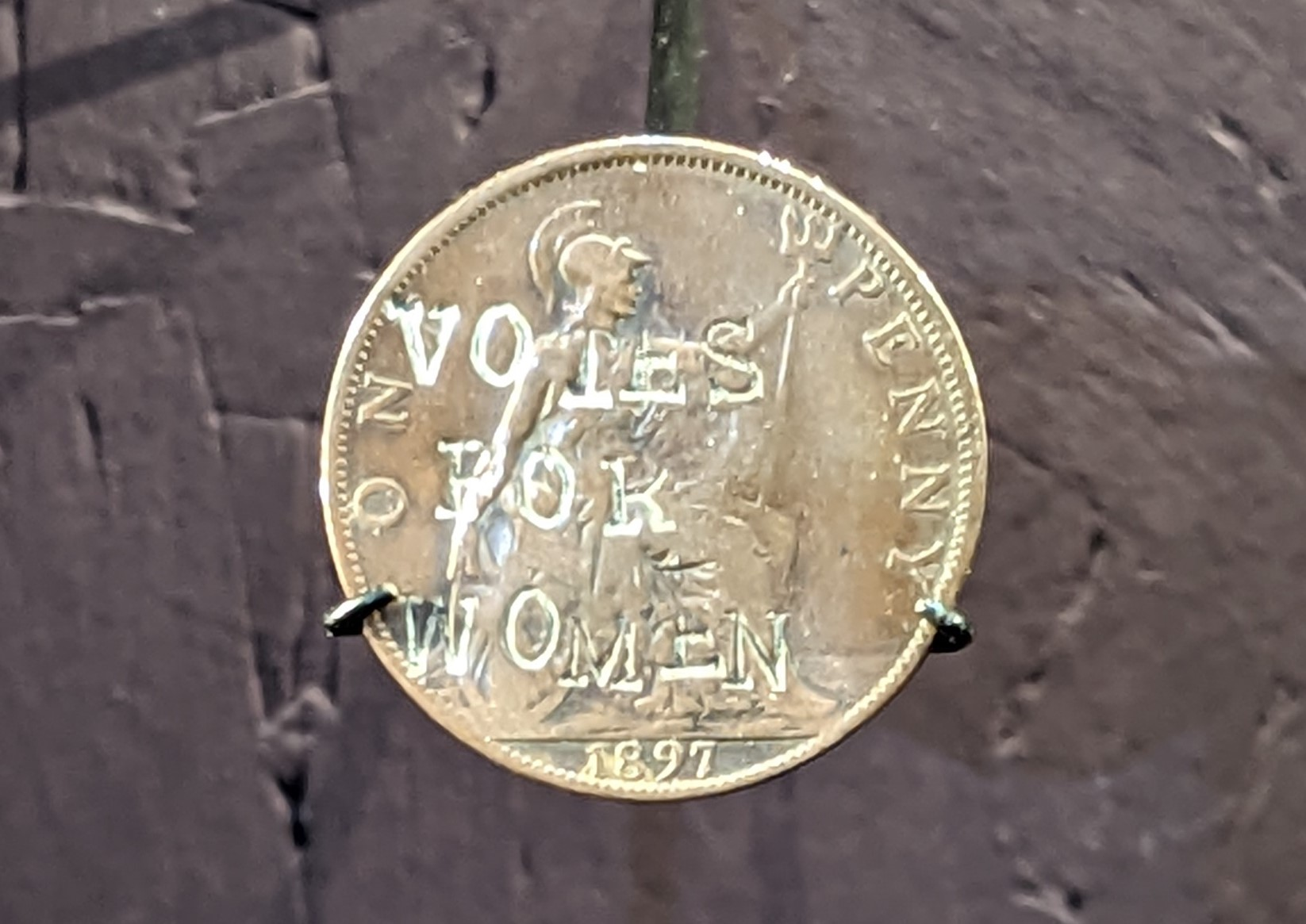
菲茨威廉博物馆的便士

- 1897年便士 - 剑桥菲茨威廉博物馆
- 1903年便士 - 伦敦大英博物馆[11][12]

## 另見
- 绝食勋章（英语：Hunger Strike Medal）

## 外部連結
- 大英博物馆：策展人专区（YouTube）